# Пйонтниця (гміна)
Гміна Пйонтниця (пол. Gmina Piątnica) — сільська гміна у східній Польщі. Належить до Ломжинського повіту Підляського воєводства.
Станом на 31 грудня 2011 у гміні проживало 10787 осіб.

## Територія
Згідно з даними за 2007 рік площа гміни становила 218.69 км², у тому числі:
- орні землі: 74.00%
- ліси: 18.00%

Таким чином, площа гміни становить 16.15% площі повіту.

## Населення
Станом на 31 грудня 2011:
| Опис     | Загалом | Загалом | Чоловіки | Чоловіки | Жінки | Жінки |
| -------- | ------- | ------- | -------- | -------- | ----- | ----- |
| одиниця  | осіб    | %       | осіб     | %        | осіб  | %     |
| все      | 10787   | 100     | 5460     | 50.62    | 5327  | 49.38 |
| міське   | 0       | 100     | 0        |          | 0     |       |
| сільське | 10787   | 100     | 5460     | 50.62    | 5327  | 49.38 |

## Сусідні гміни
Гміна Пйонтниця межує з такими гмінами: Візна, Єдвабне, Ломжа, Малий Плоцьк, Ставіські.